# Milmarcos
Milmarcos es un municipio y localidad española de la provincia de Guadalajara, en la comunidad autónoma de Castilla-La Mancha. El término municipal tiene una población de 70 habitantes (INE 2024).

## Geografía
Situado en el extremo nororiental de la provincia de Guadalajara, hace frontera con la provincia de Zaragoza. 

## Historia
Milmarcos es una pequeña villa con una larga historia. Estuvo situada en pleno territorio de la celtiberia. Su nombre es de ascendencia latina, por lo que parece evidente que fuese fundada por los romanos. Tras la Reconquista de los valles del Ebro, Jalón y Jiloca, por Alfonso I el Batallador, rey de Aragón, a comienzos del siglo XII, Milmarcos figura como límite de la comunidad de aldeas de Calatayud, de la cual dista 35,3 km. Poco después, tras la reconquista de Molina por este mismo rey, en 1129, y su consecutiva entrega a Manrique de Lara, Milmarcos quedó incluido en este territorio. Durante la Edad Media perteneció al señorío de Molina, adquiriendo la titulación de villa ya en tiempos modernos.
Hacia mediados del siglo XIX, el lugar tenía contabilizada una población de 397 habitantes. La localidad aparece descrita en el decimoprimer volumen del Diccionario geográfico-estadístico-histórico de España y sus posesiones de Ultramar de Pascual Madoz de la siguiente manera:

MILMARCOS: v. con ayunt. en la prov. de Guadalajara (22 leg.), part. jud. de Molina (4), aud. terr. de Madrid (32), c. g. de Castilla la Nueva, dióc. de Sigüenza (12). sit. en terreno pedregoso entre unas pequeñas eminencias, goza de clima templado y sano: tiene 205 casas, la consistorial, cárcel, escuela de instruccion primaria frecuentada por 100 alumnos, á cargo de 1 maestro dotado con 1,100 rs. y las retribuciones de los discípulos; 1 fuente de buenas aguas, 2 erm. (Jesús Nazareno y Ntra. Señora de la Muela), una igl. parr. (San Juan Bautista) servida por 1 cura y 1 sacristan, 1 cementerio público sit. al N. de la pobl. térm. Confina N. Campillo; E. Fuentelsaz; S. Hinojosa, y O. Villel; dentro de él se encuentran 8 manantiales de ricas aguas y 1 paseo con arbolado: el terreno en lo general es de buena calidad, participa de secano y regadío, recibiendo este beneficio de 4 arroyuelos que brotan en el térm.; comprende 1 deh. pobl. de encinas, robles, romeros y otros arbutos: hay otra deh. para pastos del ganado vacuno y 8 prados: dentro de la jurisd. hay 1 cantera de yeso del que se hace grande estraccion. caminos los que dirigen á los pueblos limítrofes y Aragon, todos en mediano estado. correo, se recibe y despacha en la estafeta de Molina por balijero. prod.: trigo, cebada, avena, judias, garbanzos, patatas, habas, guisantes, lentejas, yeros, leñas de combuslible y buenos pastos, con los que se mantiene ganado lanar y las yuntas necesarias para la agricultura; hay caza de conejos, liebres, perdices y venados. ind. la agrícola y fabricacion de yeso. comercio esportacion del sobrante de frutos, ganado y lana, é importacion de los art. de consumo que faltan; hay 12 tiendas de comestibles, ropas, sedas y otros géneros: los miércoles de cada semana se celebra un mercado, cuyo principal tráfico lo constituye la venta de cereales, comestibles, frutas, cánamo y ganados lanar, cabrio, mular, yeguar y de cerda. pobl.: 132 vec., 397 alm. cap. prod.: 1.871,100 rs. imp.: 168,400. contr.: 8,052. presupuesto municipal: 13,000, se cubre con los fondos de propios y arbitrios y reparto vecinal.
(Madoz, 1848, pp. 415-416)

## Demografía
Milmarcos cuenta con una población de 70 habitantes (INE 2024).
| Gráfica de evolución demográfica de Milmarcos entre 1842 y 2021                                                     |
| |
| Población de derecho según los censos de población del INE Población de hecho según los censos de población del INE |

| 100           | 102 | 126 | 125 | 96 | 98 |
| (Fuente: INE) |     |     |     |    |    |

## Patrimonio
En la localidad se encuentra una iglesia parroquial bajo la advocación de San Juan Bautista.